# Hannington (Wiltshire)
Hannington – wieś w Anglii, w hrabstwie ceremonialnym Wiltshire, w dystrykcie (unitary authority) Swindon. Leży 62 km na północ od miasta Salisbury i 114 km na zachód od Londynu.